# Janvier 1825

## Événements
- 1er janvier (20 décembre du calendrier julien) : loi russe autorisant les fabricants à affranchir leurs serfs avec la permission du Comité des ministres.

- 4 janvier : début du règne de François Ier des Deux-Siciles.

- 10 janvier : Indianapolis, positionnée au centre géographique exact de l'État de l'Indiana, est choisi pour remplacer Corydon comme capitale de l'État de l'Indiana[1].

## Naissances
- 11 janvier : William Spottiswoode (mort en 1883), mathématicien et physicien britannique.
- 18 janvier : Edward Frankland (mort en 1899), chimiste britannique.

## Décès
- 4 janvier : Ferdinand Ier, roi des Deux-Siciles (° 12 janvier 1751).
- 8 janvier : Eli Whitney (né en 1765), inventeur américain.